# Sverdrupstationen

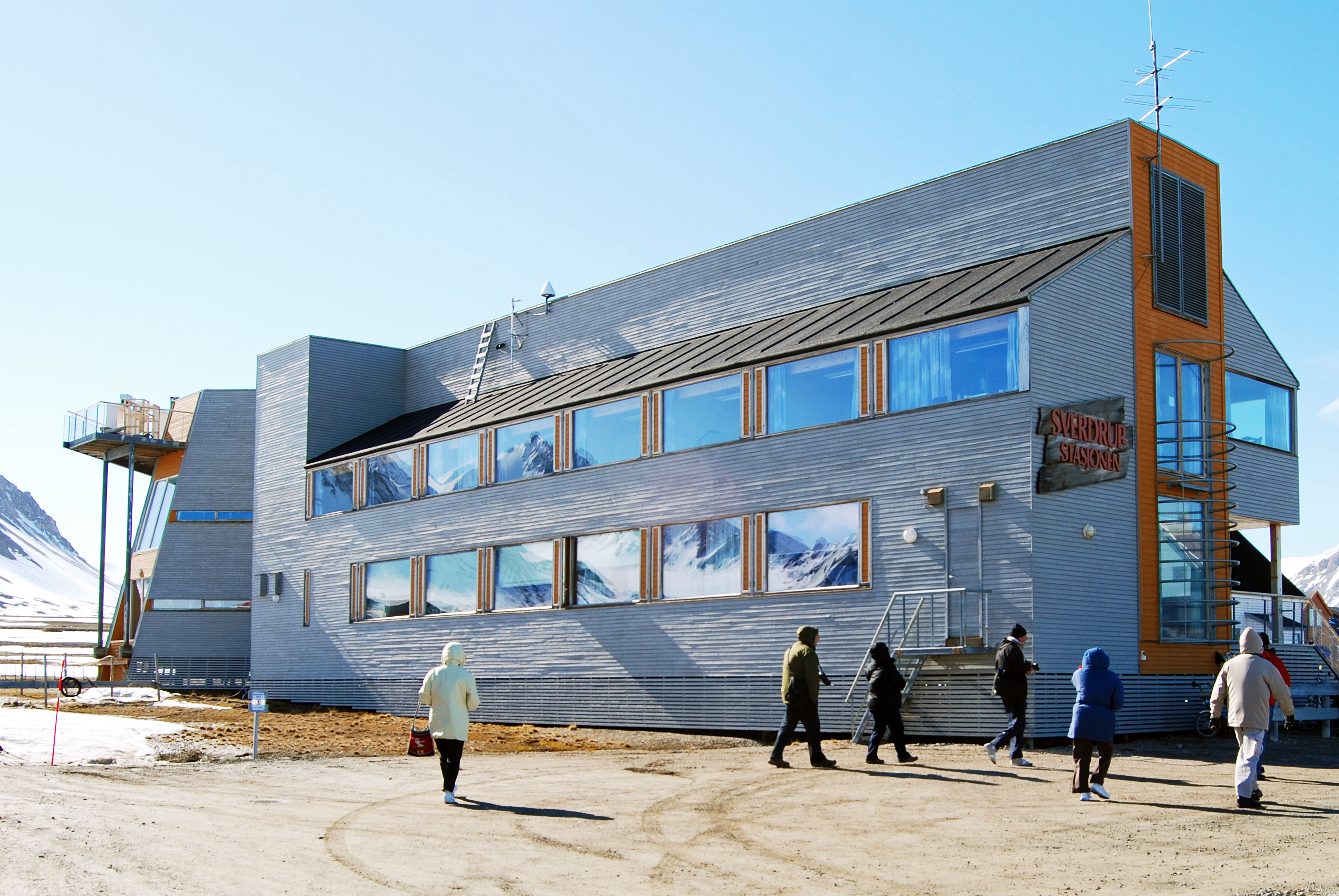
Sverdrupstationen

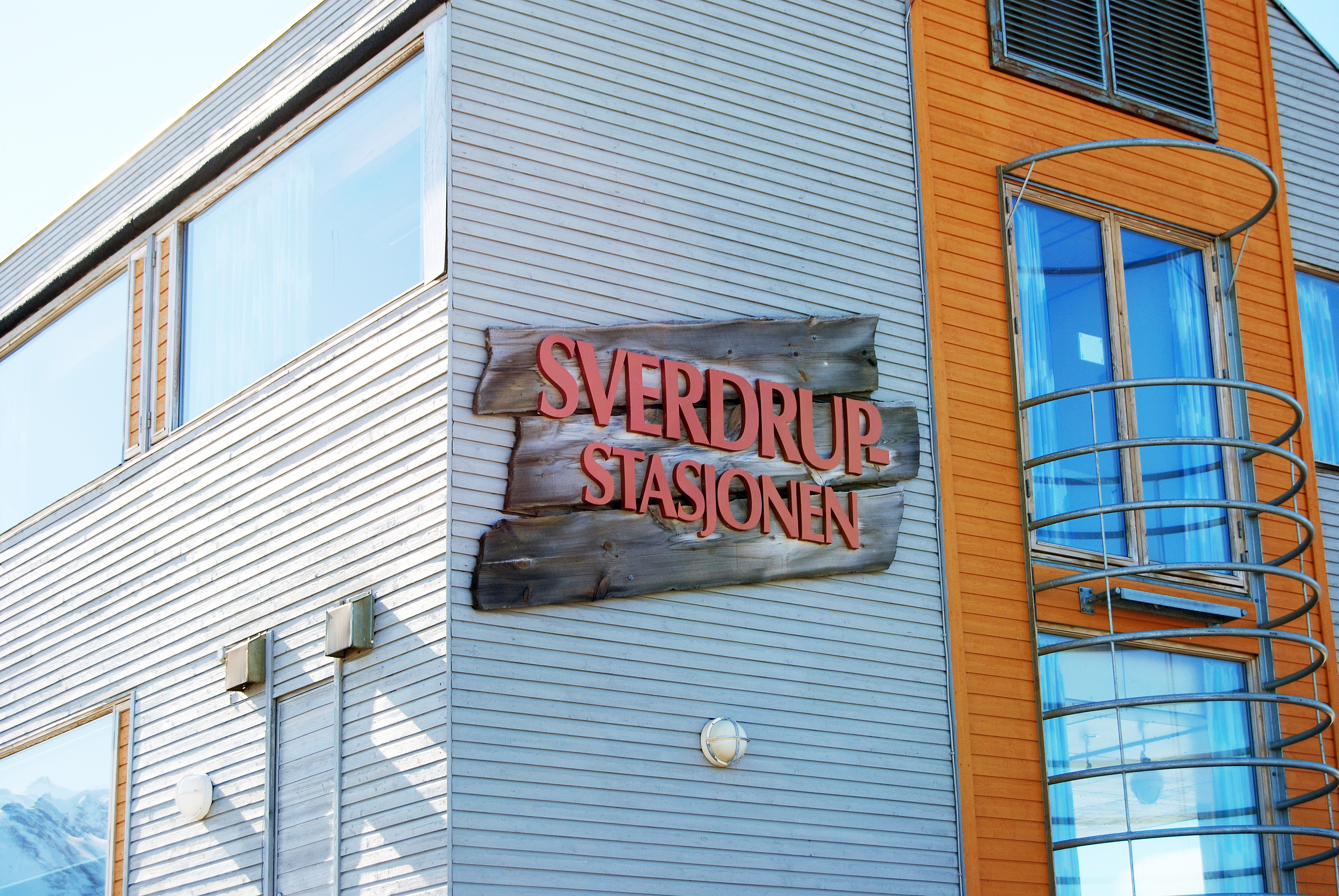
Sverdrupstationen

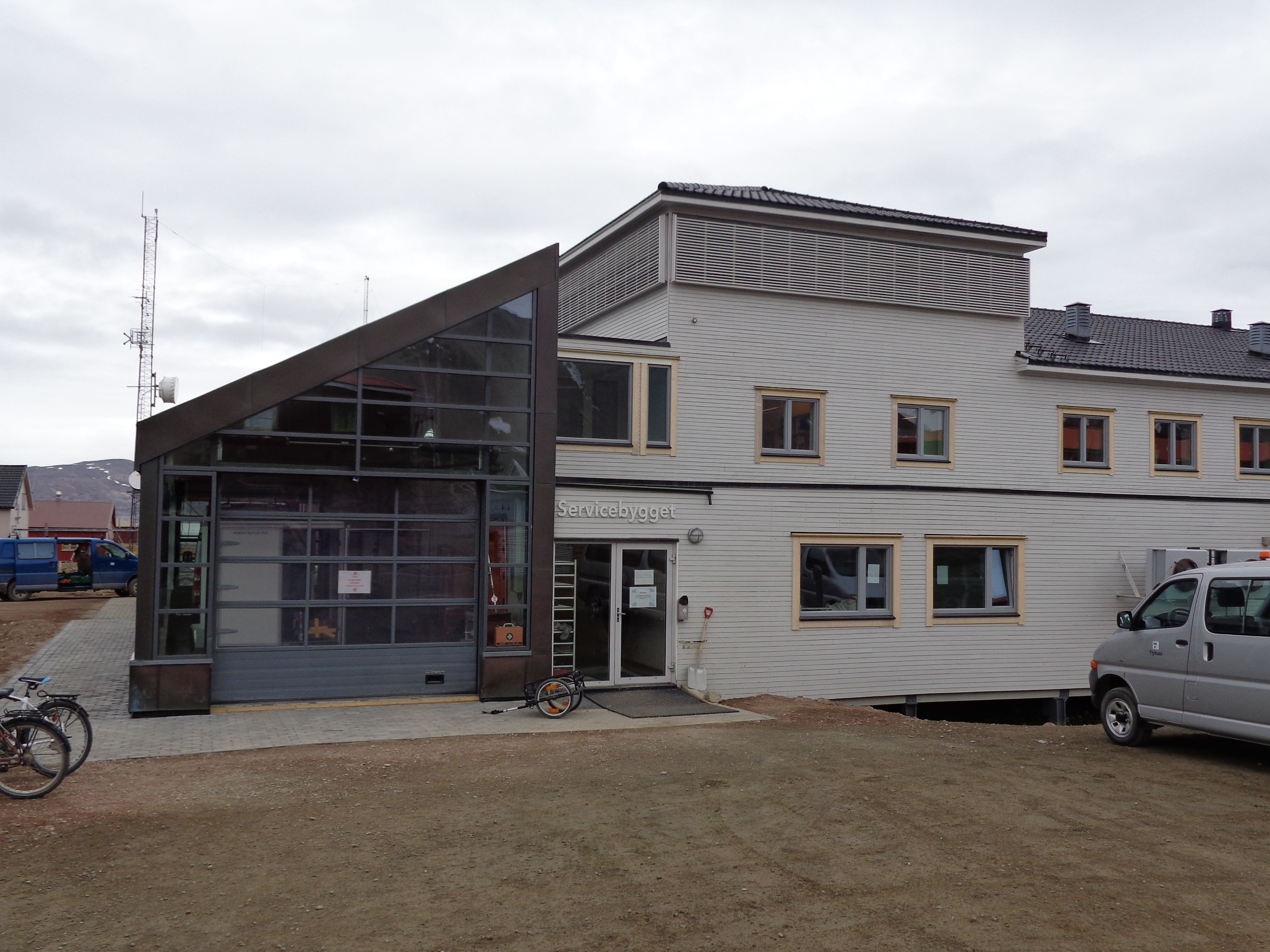
Servicebyggnaden

Sverdrupstationen är en norsk forskningsstation i Ny-Ålesund i Svalbard, som drivs av Norsk Polarinstitutt i Tromsø. Stationen har sitt namn efter den norske polarforskaren och oceanografen Harald Ulrik Sverdrup.
Norsk Polarinstitutt har drivit en året-runtverksamhet i Ny-Ålesund sedan 1968. Dagens forskningsstation, en byggnad med 700 kvadratmeter, invigdes i mars 1999 och ritades av Torstein Ramberg. Stationen har en fast bemanning på fem personer som ansvarar för pågående forskning i egen regi samt service till besökande forskare, oftast knutna till egna säsongmässigt drivna forskningsstationer i Ny-Ålesund.  
Stationen har en logistikavdelning med tillgång till aluminium- och gummibåtar, snöskotrar samt fält- och säkerhetsutrustning. 
Kontorslängan har kontor för den fasta staben och för gästforskare, laboratorier, instrumentrum och verkstad. I torndelen finns mötesrum, matsal och bibliotek, lager, laboratorier samt instrumentrum för instrument som monteras utvändigt på takplattformen. 
Stationsbyggnaden har en bärande konstruktion av limträ, som står på ett fundament på stålpålar, som är neddrivna i permafrosten. Den är klädd med en fasad av trä.